# 新バビロニア

新バビロニア帝国

新バビロニア（しんバビロニア、紀元前625年 - 紀元前539年）は、ナボポラッサルによりメソポタミア南部のバビロニアを中心に建国され、アケメネス朝ペルシアのキュロス2世によって征服されるまで、地中海沿岸地域に至る領域を支配した国である。首都はバビロン。カルデアとも呼ばれる

## 歴史

### 成立まで
紀元前一千年紀初頭のバビロニアは、強力な中央権力が存在せず、多くの短命の王朝が興亡する、不安定な状況にあった。バビロニアの政治的・神学的中心都市はバビロンであり、「バビロンの王」がバビロニア王とみなされたが、実際には、諸都市は独立した状態にあった。さらに、元々遊牧民であったアラム人やカルデア人の諸部族がバビロニアに定住し、とくにカルデア人は政治的に重要な役割を果たすことになる。

#### アッシリアによる征服
バビロニアの北部には、強大な新アッシリア帝国があり、口実をつけてバビロニアに軍事介入を行っていた。カルデア人のメロダク・バルアダン2世がエラムの支持を得て即位すると、アッシリアのサルゴン2世は大規模なバビロニア遠征を行い、メロダク・バルアダン2世は逃亡。その後エラムの助けで再びバビロニアに戻り、反乱を起こすが、アッシリア王センナケリブによって鎮圧される。
センナケリブは、長男アッシュール・ナディン・シュミをバビロニアの王位につけるが、アッシュール・ナディン・シュミは、侵入してきたエラム軍に連行されてしまった。これに激怒したセンナケリブは、報復のためエラムに侵攻、多くの都市を略奪し破壊した。さらにアッシリア軍はバビロンを包囲し、バビロンは15ヶ月後に陥落した。
センナケリブの次のアッシリア王エサルハドンは、バビロンの再建を行った。彼は、下の息子アッシュールバニパルをアッシリア王、上の息子シャマシュ・シュム・ウキンをバビロンの王の後継者に任命した。しかし実際のところ、バビロニア王はアッシリア王に従属する立場であり、バビロニアでの最終決定権を持っていたのはアッシュールバニパルであった。シャマシュ・シュム・ウキンは、前652年、アッシリアからの独立を宣言して反乱を起こした。バビロニアの諸都市アラム人、カルデア人の諸部族（すべてではない）が反アッシリア軍に加わった。とくにカルデア人のナブー･ベール・シュマーティは、シャマシュ・シュマ・ウキンと並ぶ、もうひとりの反乱の首謀者としてアッシリアに認識されていた。
前650年のアッシリア軍のバビロン包囲により、餓死や疫病で多数の死者が出た。そしてその2年後、シャマシュ・シュム・ウキンが王宮の火事で死んだことにより、反乱は終わりを告げた。アッシュールバニパルはエラム制圧に乗り出し、略奪し破壊した。エラムに匿われていたナブー･ベール・シュマーティも自殺した。
反乱の後、カンダラヌという人物がバビロニア王になるが、この人物が誰かはよく分かっていない。アッシュールバニパルが死ぬと、アッシリアでは王位を巡る争いが起こり、バビロニアも混乱に巻き込まれた。

### ナボポラッサル
このような状況の中、アッシリアへの反乱の主導者として登場したのがナボポラッサル（在位紀元前625年 - 紀元前605年）である。
彼は、自らを「誰でもない者の息子」と碑文に書いており、その素性は謎に包まれている。カルデア人であるとか、アッシリアの将軍であったという説もあるが、現在の研究では、バビロニア南部にあるウルク市の有力な一族出身であったと考えられている。ウルクは親アッシリアであり、元々アッシリア派であったという過去を隠すため、自らの出自を隠したとみられる。
バビロンの王として前626年に即位した後も、すべてのバビロニアの都市を支配下においたわけではなく、アッシリアとの抗争は続いたが、アッシリアに対して優位に立つようになった。
紀元前612年にメディア王国と同盟を結んでアッシリアの王都ニネヴェを攻撃して陥落させ（ニネヴェの戦い）、その後もバビロニアによるアッシリア征服は続いた。こうしてアッシリアは滅亡し、その後、かつての栄光を取り戻すことはなかった。
アッシリア滅亡後、バビロニアはシリア・パレスティナに侵攻した。シリア・パレスティナ諸国の後ろ盾はエジプトだった。紀元前605年、ナボポラッサルは長男ネブカドネザル（ナブー・クドゥリ・ウツル）を差し向け、バビロニア軍はカルケミシュの戦いでエジプトに勝利をおさめる。しかし、同年ナボポラッサルは急死。息子のネブカドネザル2世が即位した。

### ネブカドネザル2世

新バビロニア （紫）。紀元前600年頃

即位した後、ネブカドネザル2世（Nebuchadnezzar II）はシリア・パレスティナ諸国に遠征を繰り返し、次々と掌握していく。紀元前604年に破壊されたペリシテ人のアシュケロンでは現在、当時の遺構が発掘中である。
このような状況下で、ユダ王国が反乱を起こした。バビロニアはユダを攻め、前597年エルサレム陥落。バビロニアは、ユダの王エホヤキンを始め多くの住民をバビロニアに連行した（バビロン捕囚）。このときバビロニアによってユダの王位についたゼデキヤも、後に反乱を起こしたため、前586年、ネブカドネザルはエルサレムと神殿を破壊。再び住民を強制連行した。
新バビロニアの王は王碑文において、もっぱら自ら行った建築事業について述べており、軍事遠征などの政治的な内容にはほとんど言及していないが、いくつかの間接的な言及等から、かつての新アッシリア同様、全メソポタミア・シリアを含む広大な領土を支配していたことが分かる。
また、バビロンのイシュタル門やそこから続く大通り、神殿等、数々の建築を行った。有名な空中庭園は、その存在ははっきり証明されておらず、ニネヴェの庭園が誤ってバビロンとされた、という説もある。
いずれにせよ、この王の時代が新バビロニアの最盛期といえる。

### アメル・マルドゥク、ネリグリッサル、ラバシ・マルドゥク
ネブカドネザル2世の死後、バビロニアは再び政治的に不安定な状態に陥った。ネブカドネザルの息子のアメル・マルドゥクが即位するが、治世2年にして暗殺される。アメル・マルドゥクを暗殺して即位したのは、ネブカドネザルの娘婿といわれる高官ネリグリッサル（ネルガル・シャラ・ウツル）だった。しかし彼は、即位した時点で既に高齢だったと思われ、その在位は長く続かなかった。その後、ネリグリッサルの息子ラバシ・マルドゥクが即位するが、ナボニドゥス（ナブー・ナーイド）とその息子ベルシャザル（ベール・シャラ・ウツル）によるクーデターで倒された。

### ナボニドゥス
ナボニドゥスはラバシ・マルドゥクを倒して紀元前555年に即位したが、彼自身は王家の人間ではなかった。その素性ははっきりしないが、彼の母アダド・グッピは、名前から推し量るにアラム系であり、ハランという都市出身で、月神シンを信仰していたことが、彼女自身の自伝ともいえる碑文から分かっている。
即位後まもなく、遠征に出発したままアラビア半島のテイマというオアシス都市に10年間も滞在。その理由に関しては諸説あるが、はっきりしていない。ナボニドゥスがバビロンを留守にしている間、皇太子のベルシャザルがバビロニアを治めたが、新年の祭儀は王不在で行われることはなかった。
前541年頃バビロンに帰還した後、神殿の改革などを行うが、とくに月神シンをマルドゥクの代わりに最高神としたことが、バビロニア住民（とくに神官）の反感を買った。アケメネス朝ペルシアのキュロス2世は、この住民たちの反感を利用し、前539年バビロンに無血入城することに成功した。

## 統治体制

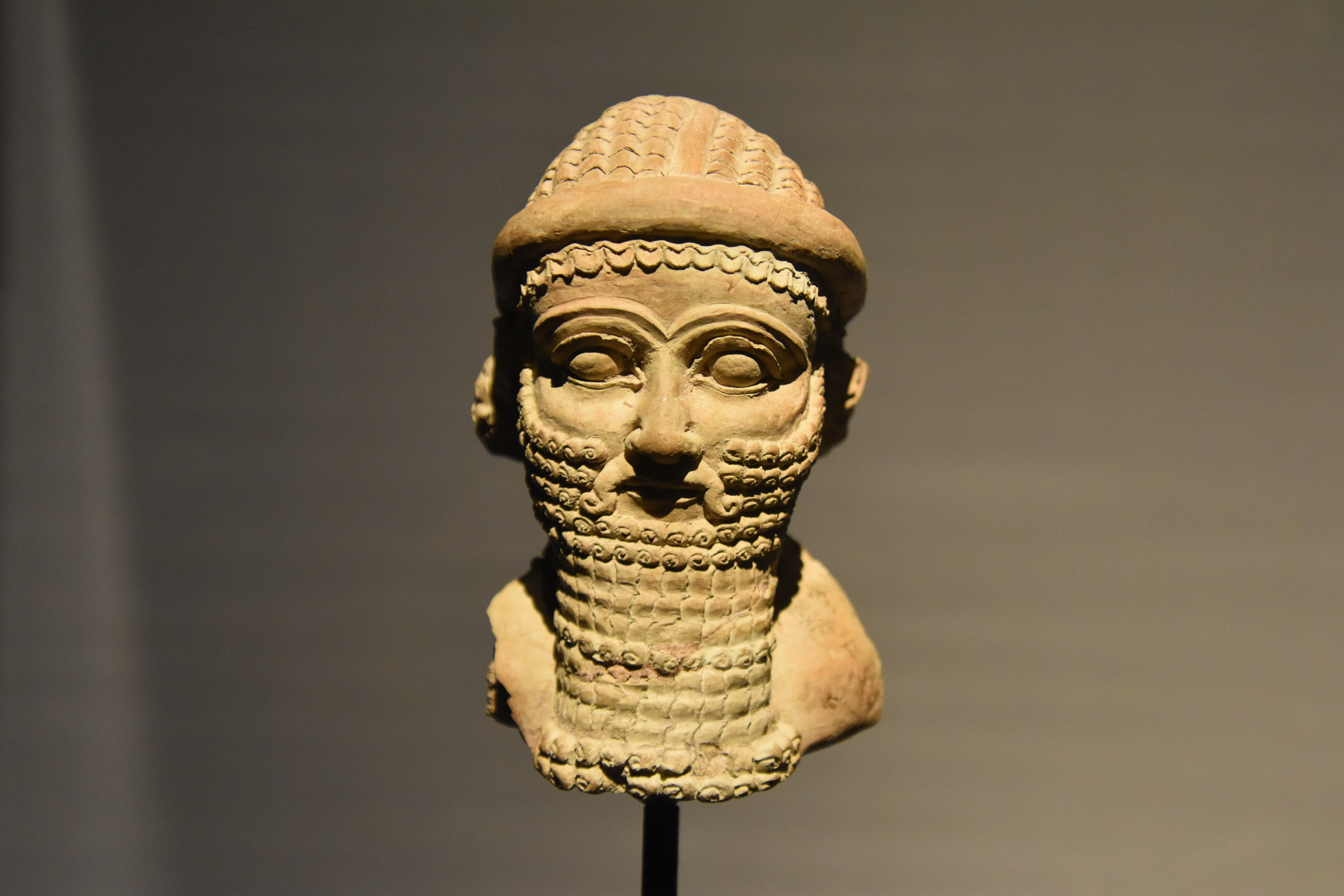
新バビロニアの粘土像

新バビロニアの領内統治システムは実はあまりよく分かっていない。行政区に分けられ、長官が任命された。地中海沿岸地域やカルデア人・アラム人の住む地域では、地元の有力者が王によって任命された。
バビロニアの都市行政は、各都市の市長もしくは神殿の長官を頂点とし、都市の有力者からなる集会によって決定されていた。
社会構造は大まかに自由民、奴隷、小作人からなった。

### 自由民
都市の市民階級（マール・バーニ）。免税など様々な特権を享受していた。神殿の高級官僚や王室の官僚、職人や商人などによって構成される。自らの名前と共に、父親の名前および先祖の名前（ファミリーネーム）で呼称される。伝統的な一族は、神殿の「聖職禄」を保有していた。

### 奴隷
奴隷は、王室奴隷・神殿奴隷・個人所有の奴隷に分類できる。

#### 私有奴隷
個人所有の奴隷は、主人の家族と共に暮らし、家事等に従事する。売買や譲渡、主人の借金の担保の対象となり、自らの身柄に関して決定権がない。財産としての価値は高く、アメリカの黒人奴隷のように鞭で打たれたり迫害されることはない。結婚して家族を作ることができる。解放されて主人と養子縁組をし、主人の老後の世話をする場合などもあった。例は少ないが、自分の財産を持つこともできた。　

#### 神殿奴隷
神殿に従属し、祭儀などの宗教関係以外の雑用に従事する。

#### 王室奴隷
王宮に従属して、雑務に従事したと思われるが、王室奴隷に関してはあまり分かっていない。

### 小作人
王室や神殿、大土地を所有する個人に雇われる。都市周辺の農村地帯に住んで土地を耕作し、収穫物（大麦、ナツメヤシ等）を小作料として納めた。これは神殿・王室にとっての主要な財源であった。実際には細かい制度上の差異によって更に細分化されていた。

## 新バビロニアの王
1. ナボポラッサル（Nabopolassar）　紀元前625年 - 紀元前605年
2. ネブカドネザル2世（Nebuchadnezzar II）　紀元前604年 - 紀元前562年
3. アメル・マルドゥク（Amel-Marduk）　紀元前562年 - 紀元前560年
4. ネルガル・シャレゼル（Nergal-sharezer）　紀元前560年 - 紀元前556年
5. ラバシ・マルドゥク（Labashi-Marduk）　紀元前556年　わずか9ヶ月で暗殺された。
6. ナボニドゥス（Nabonidus）　紀元前555年 - 紀元前539年　息子のベルシャザル（摂政）と共同統治。

## 系図
|  |  | ナボポラッサル     |                    |                    |                    |                    |                    |  |  |    |    |    |    |                    |                    |                    |                    |                      |                      |                      |                      |                      |                      |  |  |  |  |  |  |  |  |  |  |              |              |              |              |              |              |  |  |  |  |  |  |
|  |  |                    |                    |                    |                    |                    |                    |  |  |    |    |    |    |                    |                    |                    |                    |                      |                      |                      |                      |                      |                      |  |  |  |  |  |  |  |  |  |  |              |              |              |              |              |              |  |  |  |  |  |  |
|  |  | ネブカドネザル2世  |                    |                    |                    |                    |                    |  |  |    |    |    |    |                    |                    |                    |                    |                      |                      |                      |                      |                      |                      |  |  |  |  |  |  |  |  |  |  |              |              |              |              |              |              |  |  |  |  |  |  |
|  |  |                    |                    |                    |                    |                    |                    |  |  |    |    |    |    |                    |                    |                    |                    |                      |                      |                      |                      |                      |                      |  |  |  |  |  |  |  |  |  |  |              |              |              |              |              |              |  |  |  |  |  |  |
|  |  |                    |                    |                    |                    |                    |                    |  |  |    |    |    |    |                    |                    |                    |                    |                      |                      |                      |                      |                      |                      |  |  |  |  |  |  |  |  |  |  |              |              |              |              |              |              |  |  |  |  |  |  |
|  |  | アメル・マルドゥク | アメル・マルドゥク | アメル・マルドゥク | アメル・マルドゥク | アメル・マルドゥク | アメル・マルドゥク |  |  | 娘 | 娘 | 娘 | 娘 | 娘                 | 娘                 |                    |                    | ネルガル・シャレゼル | ネルガル・シャレゼル | ネルガル・シャレゼル | ネルガル・シャレゼル | ネルガル・シャレゼル | ネルガル・シャレゼル |  |  |  |  |  |  |  |  |  |  | ナボニドゥス | ナボニドゥス | ナボニドゥス | ナボニドゥス | ナボニドゥス | ナボニドゥス |  |  |  |  |  |  |
|  |  | アメル・マルドゥク | アメル・マルドゥク | アメル・マルドゥク | アメル・マルドゥク | アメル・マルドゥク | アメル・マルドゥク |  |  | 娘 | 娘 | 娘 | 娘 | 娘                 | 娘                 |                    |                    | ネルガル・シャレゼル | ネルガル・シャレゼル | ネルガル・シャレゼル | ネルガル・シャレゼル | ネルガル・シャレゼル | ネルガル・シャレゼル |  |  |  |  |  |  |  |  |  |  | ナボニドゥス | ナボニドゥス | ナボニドゥス | ナボニドゥス | ナボニドゥス | ナボニドゥス |  |  |  |  |  |  |
|  |  |                    |                    |                    |                    |                    |                    |  |  |    |    |    |    |                    |                    |                    |                    |                      |                      |                      |                      |                      |                      |  |  |  |  |  |  |  |  |  |  |              |              |              |              |              |              |  |  |  |  |  |  |
|  |  |                    |                    |                    |                    |                    |                    |  |  |    |    |    |    | ラバシ・マルドゥク | ラバシ・マルドゥク | ラバシ・マルドゥク | ラバシ・マルドゥク | ラバシ・マルドゥク   | ラバシ・マルドゥク   |                      |                      |                      |                      |  |  |  |  |  |  |  |  |  |  | ベルシャザル | ベルシャザル | ベルシャザル | ベルシャザル | ベルシャザル | ベルシャザル |  |  |  |  |  |  |